# Walther Hasemann
Walther Hasemann (* 18. Oktober 1900 in Leer; † 20. November 1976 in Hannover) war ein deutscher Unternehmer und Politiker (FDP, später DP).

## Leben und Beruf
Nach dem Abitur nahm Hasemann ein Studium der Chemie auf, das er mit der Prüfung zum Diplom-Ingenieur und der Promotion beendete. Später war er als Fabrikant tätig. Er war 1946 Mitbegründer der Deutschen Europa-Union und wurde 1950 zu ihrem Vizepräsidenten gewählt. Außerdem war er seit 1951 Generalsekretär der Interparlamentarischen Union.
Er ist nicht mit dem Geologen Walter Hasemann zu verwechseln.

## Partei
Zum 1. Januar 1932 trat Hasemann der NSDAP bei (Mitgliedsnummer 869.365). Er gehörte 1945 zu den Mitbegründern der FDP. Am 8. Januar 1946 wurde er in den Gründungsvorstand der FDP in der britischen Besatzungszone gewählt, musste jedoch auf Anordnung der britischen Militärregierung bereits im Februar 1946 wieder aus dem Gremium ausscheiden. Er wurde 1946 zum Landesvorsitzenden der FDP Hannover gewählt und war anschließend bis 1949 Landesvorsitzender der Liberalen in Niedersachsen. Anschließend war Hasemann Kreisvorsitzender der FDP in Hannover. Sein Versuch, die Anhänger einer Nationalen Sammlung um den Landesvorsitzenden Artur Stegner und den Bundestagsabgeordneten Herwart Miessner im Mai 1953 aus der niedersächsischen FDP ausschließen zu lassen, scheiterte. Stegner enthob Hasemann daraufhin seines Amtes als Kreisvorsitzender. Hasemann stellte anschließend resigniert fest: „Die FDP ist in Niedersachsen von antiliberalen Elementen unterwandert.“
Mitte der 1950er Jahre trat Hasemann zur Deutschen Partei über, für die er bei der Bundestagswahl 1957 erfolglos auf der niedersächsischen Landesliste kandidierte.

## Abgeordneter
Hasemann gehörte dem Deutschen Bundestag seit dessen erster Wahl 1949 bis 1953 an. Er war über die Landesliste der FDP Niedersachsen ins Parlament eingezogen. Im Bundestag war er Vorsitzender des Parlamentarischen Untersuchungsausschusses zur Überprüfung der im Raum Bonn vergebenen Aufträge. Im Vorfeld der Bundestagswahl 1953 unterlag er bei der Kandidatenaufstellung im Wahlkreis Hannover dem von der rechtsextremen Deutschen Reichspartei zur FDP übergetretenen Herwart Miessner und wurde in der Folge auch nicht auf der Landesliste aufgestellt.